# إينيشيال دي (فلم)
إينيشيال دي هو فيلم أكشن هونغ كونغي أنتج عام 2005 من إخراج أندرو لاو وآلان ماك. مقتبس من سلسلة المانجا اليابانية إينيشيال دي.

## روابط خارجية
- إينيشيال دي على موقع IMDb (الإنجليزية)
- إينيشيال دي على موقع ميتاكريتيك (الإنجليزية)
- إينيشيال دي على موقع روتن توميتوز (الإنجليزية)
- إينيشيال دي على موقع نتفليكس (الإنجليزية)
- إينيشيال دي على موقع ألو سيني (الفرنسية)
- إينيشيال دي على موقع Turner Classic Movies (الإنجليزية)
- إينيشيال دي على موقع أول موفي (الإنجليزية)
- إينيشيال دي على موقع فيلمافينيتي (الإسبانية)
- إينيشيال دي على موقع قاعدة بيانات الأفلام السويدية (السويدية)
- إينيشيال دي على موقع قاعدة بيانات الفيلم (الإنجليزية)